# Георги Къркеланов
Георги Иванов Къркеланов е български актьор.

## Биография
Георги Къркеланов е роден на 1 юли 1972 г. в Пловдив. Завършва НГДЕК „Константин-Кирил Философ“ и НАТФИЗ „Кръстю Сарафов“, специалност „Актьорско майсторство за драматичен театър“ в класа на проф. Крикор Азарян, доц. Тодор Колев и Николай Поляков, следдипломна квалификация – режисура за драматичен театър. Актьор в Театър „Българска армия“ и Театър 199.
Режисьор е на спектакъла „Дивите“ по разказа на Николай Хайтов „Дервишово семе“.
Георги Къркеланов е един от основателите на музикална формация „Юлангело“ заедно с Юлиан Периклиев и Андрей Захариев (също възпитаници на НГДЕК). Името на формацията представлява абревиатура от малките имена на създателите. Възпитаници на Националната гимназия за древни езици и култури „Св. Константин-Кирил Философ“, те за първи път се срещат с църковно-славянското музикално наследство като солисти в хора към училището с ръководител Людмила Добринова. Малко след създаването на „Юлангело“ към формацията се присъединяват диригентът Йосиф Герджиков и басът Пламен Бейков (също възпитаник на НГДЕК).

## Филмография
- Далеч от брега (2018)
- Безкрайната градина (2017) - България / Италия - баритон от хора на Гарабедян
- Леден сън (2005) - д-р Къркеланов
- Ганьо Балкански се завърна от Европа (4-сер. тв, 2004) – Хамлет (в 1 серия: II)
- Резерват за розови пеликани (тв, 2003) – бащата на Илко
- Дунав мост (7-сер. тв, 1999)
- Клиника на третия етаж (1999, 2000, 2010), 35 серии – младоженецът (в 2 серии: III, X)/хотелиера (в 1 серия: XXVIII)
- Всичко от нула (1996)